# Ksantofile

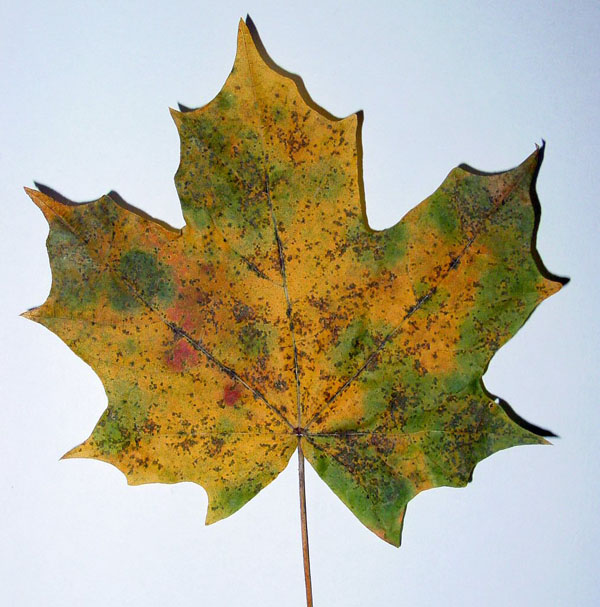
Żółtawe lub brunatne ksantofile odpowiedzialne są za jesienne żółte zabarwienie liści

Wzór strukturalny kryptoksantyny

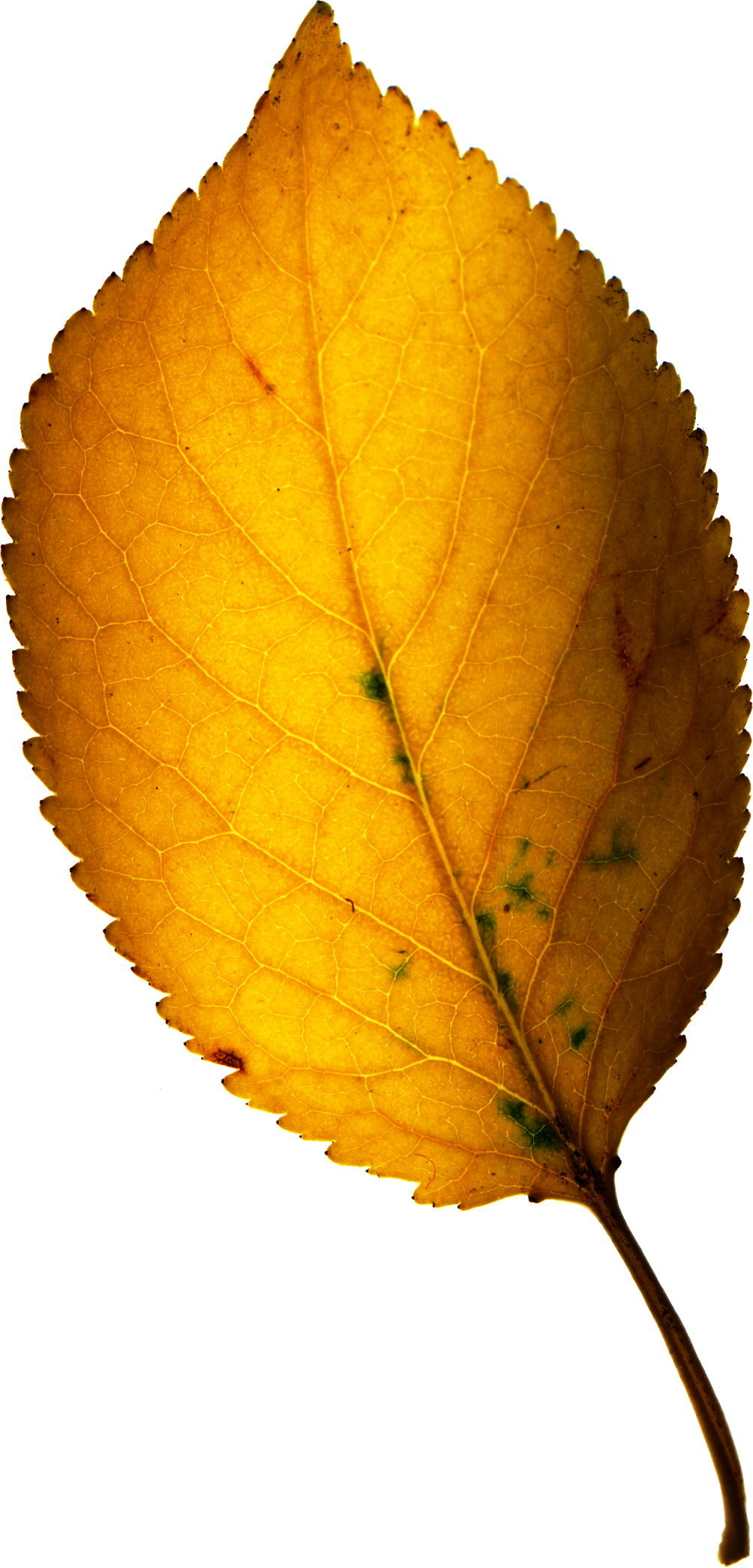
Pożółkły liść wiśni, kiedy chlorofil zanika, uwidacznia się cała gama karotenoidów (w tym ksantofili) i antocyjanów, maskowanych do tej pory przez zielony barwnik, dlatego liście jesienią są kolorowe

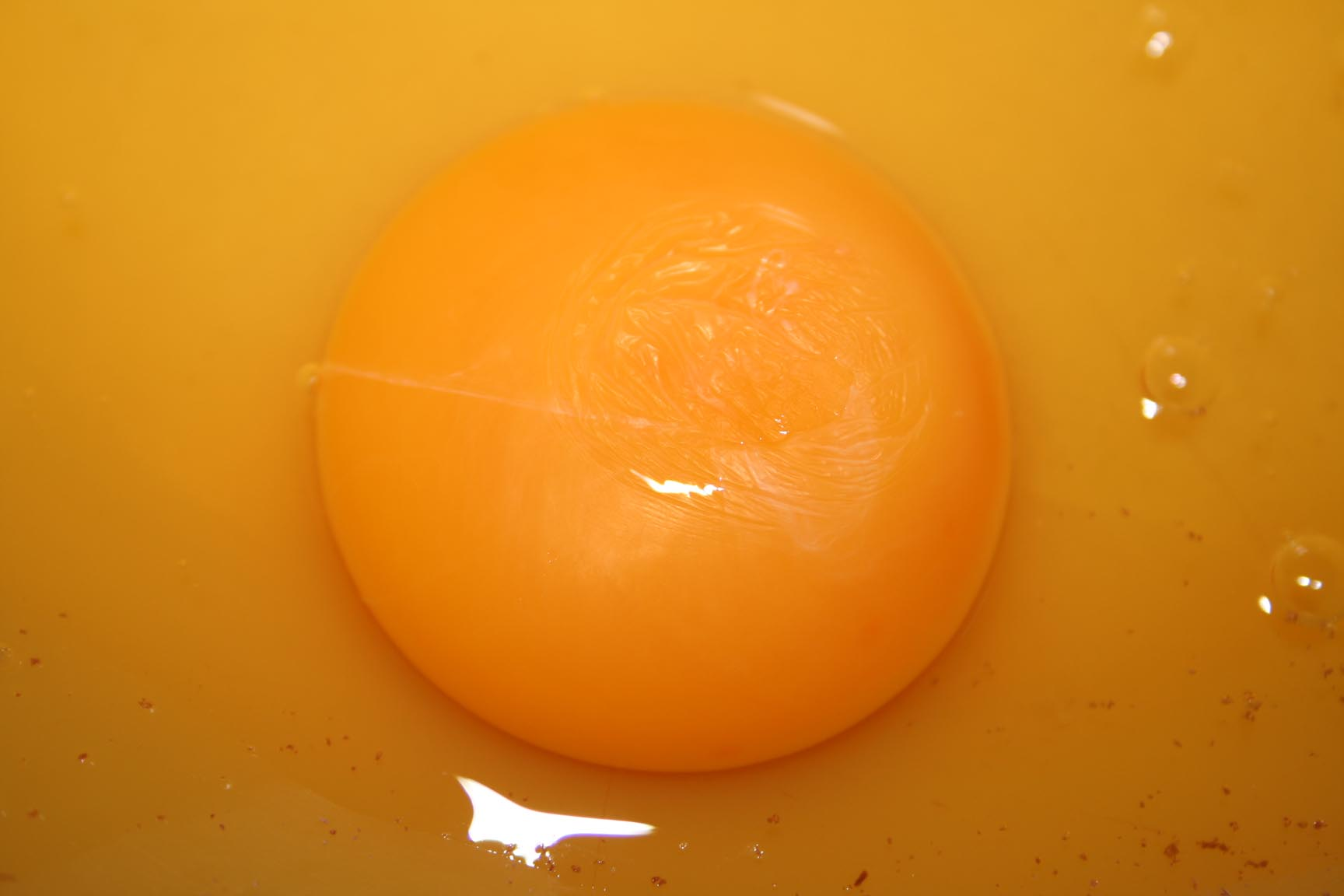
Żółtko zawdzięcza barwę luteinie

Ksantofile – grupa organicznych związków chemicznych, barwników roślinnych należących do karotenoidów, tlenowe pochodne karotenów. Ksantofile są pomocniczymi barwnikami fotosyntezy. Pełnią także funkcję przeciwutleniaczy, przez co chronią komórkę, a zwłaszcza chloroplasty przed szkodliwym działaniem reaktywnych form tlenu. Dzięki wielu sprzężonym wiązaniom podwójnym nadają żółtą, pomarańczową lub czerwoną barwę kwiatom, owocom, a także żółtku jaj (luteina).
Do częściej występujących należą fukoksantyna i wiolaksantyna oraz zeaksantyna (odpowiedzialna za barwę kukurydzy).
Niektóre z ksantofilów stosowane są jako barwniki spożywcze:
- E161a – flawoksantyna
- E161b – luteina
- E161c – kryptoksantyna
- E161d – rubiksantyna
- E161e – wiolaksantyna
- E161f – rodoksantyna
- E161g – kantaksantyna
- E161h – zeaksantyna
- E161i – cytranaksantyna
- E161j – astaksantyna

Inne ksantofile:
- anteraksantyna
- diatomoksantyna
- sifonaksantyna

## Biosynteza
Ksantofile powstają drogą bezpośredniego wprowadzenia tlenu do cząsteczki z udziałem oksygenaz mieszanych. Najczęściej spotykane w naturze są pochodne hydroksylowe (grupa -OH, najczęściej w pozycjach C-3 i C-3' cząsteczki), chociaż znane są też ksantofile zawierające w cząsteczce grupy aldehydowe, ketonowe, karboksylowe i hydroksymetylowe (-CH2OH). Ze względu na różnorodność pochodnych tlenowych należy sądzić, że hydroksylacja zachodzi zarówno przed, jak i po cyklizacji.